# Chicas malas (álbum)
Chicas malas es el cuarto álbum de estudio de la cantante española Mónica Naranjo. Fue lanzado por Sony Music en España y México el 12 de noviembre de 2001. Chicas malas es la versión en español del álbum Bad Girls, lanzado en 2002. El álbum ha vendido más 100.000 copias hasta la fecha.[cita requerida]

## Antecedentes
Tommy Mottola, por aquel entonces presidente de Sony Music America, después de todo lo acontecido con Minage, pone a disposición de Mónica productores, letristas e ingenieros.
Mónica, puso condiciones, siendo la más importante que el proyecto debía publicarse desdoblado en dos discos, uno exclusivamente en español y el otro ya en inglés, en lugar de un solo álbum en inglés con  tres o cuatro adaptaciones al español. Se empezó a trabajar en la obra a finales de 2000. Una vez publicada la versión española, Tommy Mottola dimite de su puesto en Sony en febrero de 2003.

## Lista de canciones
| Edición estándar |                             |          |  |
| N.º              | Título                      | Duración |  |
| 1.               | «Chicas malas»              | 3:53     |  |
| 2.               | «No voy a llorar»           | 4:37     |  |
| 3.               | «De qué me sirve ya»        | 4:39     |  |
| 4.               | «No puedo seguir»           | 4:11     |  |
| 5.               | «Yo vivo en ti»             | 4:18     |  |
| 6.               | «Libérame»                  | 5:00     |  |
| 7.               | «Hot Line»                  | 4:41     |  |
| 8.               | «Lágrimas de escarcha»      | 4:10     |  |
| 9.               | «Sacrificio»                | 4:19     |  |
| 10.              | «No cambies nunca»          | 4:38     |  |
| 11.              | «Ain't It Better Like This» | 3:51     |  |
| 49:13            |                             |          |  |

## Ventas
| País   | Organismo  | Ventas  | Ref   |
| ------ | ---------- | ------- | ----- |
| España | PROMUSICAE | 100 000 | [ 1 ] |